# Manel Figuera i Abadal

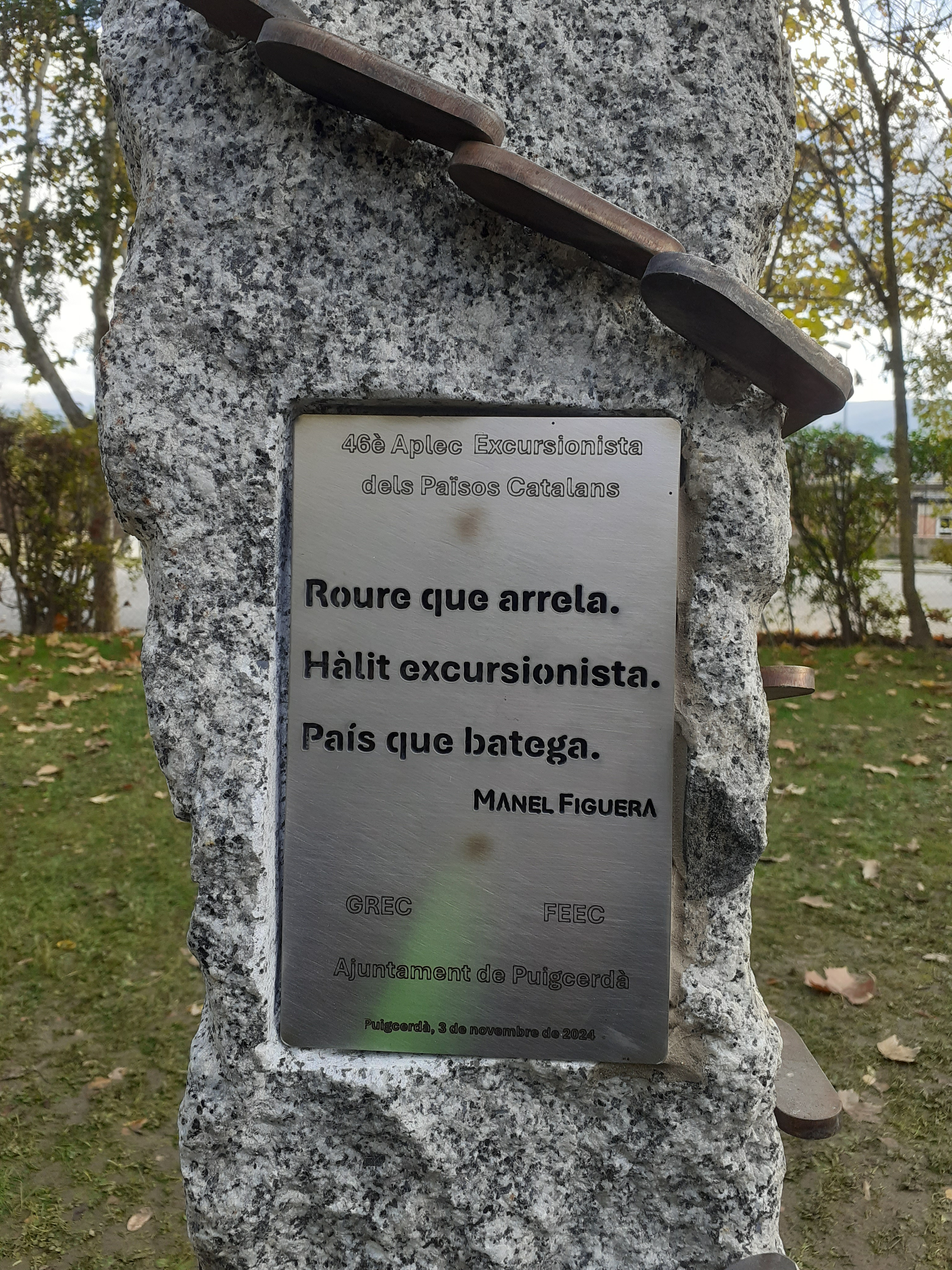
Poema de Manel Figuerra al monòlit commemoratiu del 45è Aplec Excursionista dels Països Catalans que tingué lloc a Puigcerdà

Manel Figuera i Abadal (Barcelona, 1957) és un escriptor català. Del 1999 al 2007 ha estat regidor a Bellver de Cerdanya. Alpinista i excursionista, és autor de nombroses guies d'excursionisme i escriu articles en revistes com Vèrtex i El Mundo de los Pirineos i ha col·laborat en alguns mapes de l'editorial Alpina, així com en l'actual Nomenclàtor oficial de toponímia major de Catalunya. Ha participat en els programes "De Vacances" de TV3 i "Temps d'Aventura" del C33, i en diversos reportatges de TV Andorra. També ha treballat com a professor de català per a adults.

## Guies d'excursionisme
- Cerdanya, valls i carenes (Publicacions de l'Abadia de Montserrat, 1995).
- La Cerdanya, tots els cims [amb Alfons Brosel] (Institut d'Estudis Ceretans, 1995 [traduïda al castellà per SUA Edizioak, Bilbao, 1996).
- La Cerdanya, rutes i passejades [en català i castellà] (Sinopsis, 1997).
- Andorra, guia muntanyenca [amb Alfons Brosel] (Bilbao: SUA Edizioak, 1998 [en català i castellà].
- Cerdanya, circuits d'alta muntanya (Publicacions de l'Abadia de Montserrat, 1998).
- La Cerdanya, excursions amb raquetes de neu (Sinopsis, 1999).
- La Cerdanya [en castellà] (Ed. Alpina, 2000).
- Andorra [en castellà] (Ed. Alpina, 2002).
- Descobreix el Parc Natural del Cadí-Moixeró i la Cerdanya [en català i castellà] (Sinopsis, 2004).
- Circuits d'alta muntanya pel Pirineu Oriental Català (Cossetània Edicions, 2005).
- Excursions escollides per a raquetes de neu (Cossetània Edicions, 2005).
- Circuits d'alta muntanya pel Pirineu occidental català (Cossetània Edicions, 2006).
- Cerdanya [amb Alfons Brosel] (SUA Edizioak, 2007) [en català i castellà].
- 100 cumbres de los Pirineos [amb 5 autors més] (SUA Edizioak, 2007) [en castellà].
- Racons. Temps d'Aventura [diversos autors, que conté el text "El roc del Boc, una bella muntanya desconeguda" (Cossetània Edicions i Televisió de Catalunya, 2007).
- Cerdanya. Granollers (Ed. Alpina, 2008) [en castellà].
- Racons 08. Excursions a peu i en BTT proposades pels telespectadors [diversos autors] (Cossetània Edicions i Televisió de Catalunya, 2008).
- 50 ascensions fàcils pel Pirineu català (Cossetània Edicions, 2008)

## Premis
- Roser de Plata al Premi Vila de Puigcerdà 2004[1]
- Premi Pirineu de les Homilies d'Organyà 2006.[1]